# Aéroport de Reykjavik
Pour les articles homonymes, voir BIRK.
Ne doit pas être confondu avec Aéroport international de Keflavík.
L'aéroport de Reykjavik (en islandais : Reykjavíkurflugvöllur ; code IATA : RKV • code OACI : BIRK) est un aéroport islandais se trouvant non loin du centre-ville de Reykjavik. Avant la construction de l'aéroport international de Keflavík, il était le principal aéroport islandais. L'aéroport est principalement utilisé pour les vols intérieurs, mais également pour certains vols affrétés et pour des vols privés.
L'aéroport de Reykjavik sert de plate-forme pour les compagnies Flugfélag Íslands et Eagle Air Iceland. Les deux pistes sont utilisées toute l’année. Une troisième piste (06/24) plus petite a été détruite, et n'était en principe utilisée que pendant l'hiver. Les décollages à partir de la piste 06 étaient interdits pour des raisons de sécurité et de nuisances sonores. L'exploitation de l'aéroport est assurée par Isavia.

## Histoire
Le premier vol à partir de l'aéroport date du 3 septembre 1919 avec le décollage d'un Avro 504, le premier avion islandais. Jusqu'en 1937, il y a eu des expérimentations aériennes sur le site de l'aéroport et les premiers vols commerciaux ont commencé en mars 1940, quand la plus vieille compagnie aérienne islandaise Flugfélag Akureyrar déplaça son hub d'Akureyri vers la capitale (et elle devint Flugfélag Íslands).
L'aéroport tel qu'il existe aujourd'hui a été construit par les Britanniques lors de la Seconde Guerre mondiale, en 1940. Les militaires commencèrent la construction en octobre 1940, alors que l'aéroport n'avait qu'une surface d'herbe. Le 6 juin 1946, les Britanniques remirent les opérations aéroportuaires au gouvernement islandais, et depuis, l'aéroport est exploité par la direction de l'aviation civile islandaise (Flugstoðir).
La ville s'étant considérablement développée, la localisation de l'aéroport est considérée comme incommode en raison des nuisances sonores et des problèmes de sécurité. L'avenir de l'aéroport fait l'objet d'un débat presque constant en Islande, avec trois possibilités :
- garder l'aéroport, malgré les nuisances ;
- en construire un autre dans les environs de Reykjavik, ce qui coûterait très cher ;
- ou le fermer définitivement en transférant les vols intérieurs vers Keflavík, solution plus simple, mais impopulaire en dehors de Reykjavik.

Le 17 mars 2001, un référendum consultatif auprès des habitants de Reykjavik a donné une légère majorité (51 % contre 49 %) à la proposition de déménager l'aéroport en 2016. Toutefois il n'a pas été suivi d'effet.
Les partisans de cet aéroport soulignent que sa proximité avec le centre-ville est un élément essentiel de l'aménagement du territoire islandais, permettant aux habitants des autres régions d'accéder beaucoup plus rapidement à la capitale que s'ils devaient atterrir à Keflavík.

## Situation

### Carte des aéroports d'Islande
| \| 40 km1:1 908 000 \| Akureyri Bakki Blönduós Breiðdalsvík Bíldudalur Djúpivogur Egilsstaðir Fagurhólsmýri Fáskrúðsfjörður Gjögur Grundarfjörður Grímsey Hornafjörður Hólmavík Húsavík Keflavík Kópasker Mývatn Norðfjörður Ólafsfjörður Patreksfjörður Raufarhöfn Reykjavík Rif Sauðárkrókur Selfoss Siglufjörður Stykkishólmur Vestmannaeyjar Vopnafjörður Ísafjörður Þingeyri Þórshöfn |
| 40 km1:1 908 000 |

### Accès à l'aéroport
L'aéroport est desservi par deux lignes du réseau de bus Strætó bs.. La ligne 15 dessert l'aérogare d'Air Iceland et la ligne 5 dessert l'aérogare d'Eagle Air Iceland.
La gare routière de Rekjavik, BSÍ, est située à 1,6 km du principal terminal. Les liaisons entre l'aéroport de Reykjavik et l'aéroport de Keflavik sont effectuées depuis cette gare routière.

## Compagnies et destinations
| Compagnies | Destinations                          |
| ---------- | ------------------------------------- |
| Eagle Air  | Húsavík, Hornafjörður, Vestmannaeyjar |
| Icelandair | Akureyri, Egilsstaðir, Ísafjörður     |
| Norlandair | Bíldudalur, Gjögur                    |

Édité le 07/01/2019  Actualisé le 02/06/2023

## Description

### Équipements

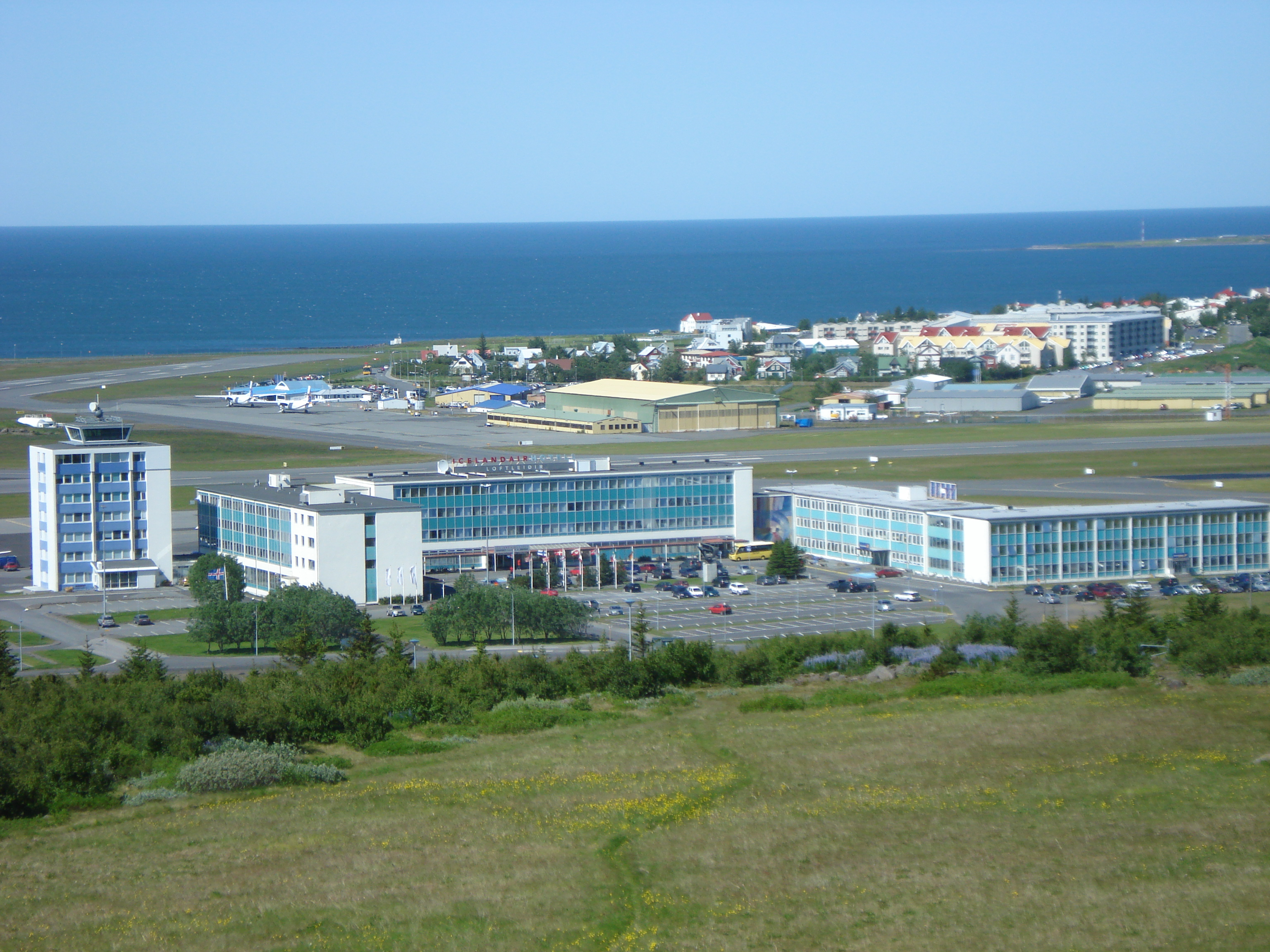
Vue d'ensemble des aérogares.

| Numéro | QFU       | Dimensions     | Nature  | TODA            | ASDA            | Type d'approche                                                                      |
| ------ | --------- | -------------- | ------- | --------------- | --------------- | ------------------------------------------------------------------------------------ |
| 01 19  | 355° 175° | 1 567 m × 45 m | Revêtue | 1 567 m 1 567 m | 1 487 m 1 567 m | Approche visuelle pour la piste 01 Piste 19 équipée d'une approche ILS CAT I/NBD-DME |
| 06 24  | 046° 226° | 960 m × 30 m   | Revêtue | 960 m 960 m     | 856 m 940 m     | Approche visuelle pour les pistes 06 et 24                                           |
| 13 31  | 297° 117° | 1 230 m × 45 m | Revêtue | 1 290 m 1 297 m | 1 230 m 1 165 m | Piste 13 équipée d'une approche LLZ-DME/NBD-DME Approche visuelle pour la piste 31   |

### Aérogares
L'aérogare principale est située à l'ouest de l'aéroport et accueille Air Iceland et Atlantic Airways.
Les vols d'Eagle Air, ainsi que les vols d'affaires sont opérés depuis le terminal situé à l'est de l'aéroport. Les sièges sociaux d'Icelandair Group et d'Isavia, ainsi que la tour de contrôle de l'aéroport y sont également basés.

## Statistiques

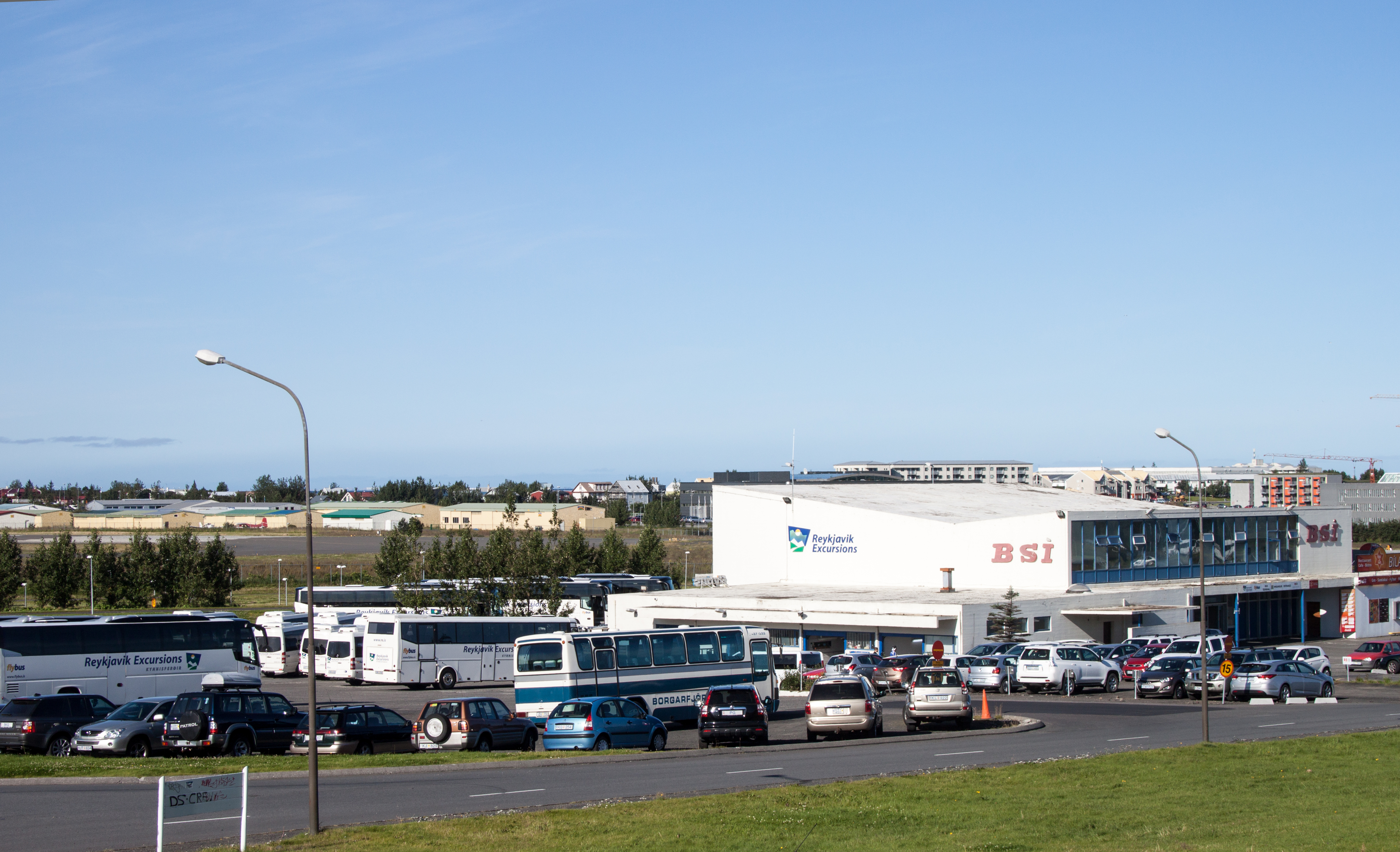
Gare routière de Reykjavik.

Le graphique qui aurait dû être présenté ici ne peut pas être affiché car il utilise l'ancienne extension Graph, désactivée pour des questions de sécurité. Des indications pour créer un nouveau graphique avec la nouvelle extension Chart sont disponibles ici.

Voir la requête brute et les sources sur Wikidata.

```
 
Passagers
Année civile
0
100 000
200 000
300 000
400 000
500 000
2003
2006
2009
2012
2015
2018
2021
Passagers
Nombre de passagers
```

Évolution du nombre de passagers depuis 2003 sur RKV
| Année     | 2008    | 2009    | 2010    | 2011    | 2012    | 2013    | 2014    | 2015    | 2016    |
| --------- | ------- | ------- | ------- | ------- | ------- | ------- | ------- | ------- | ------- |
| Trafic    | 426 971 | 379 957 | 359 836 | 384 232 | 363 332 | 338 278 | 328 205 | 348 240 | 377 672 |
| Évolution | - 1 %   | - 11 %  | - 5,3 % | + 6,8 % | - 5,4 % | - 6,9 % | - 3 %   | + 6,1 % | + 8,5 % |